# József Csermely
József Csermely   (Kunhegyes, 3 de gener de 1945) és un remer hongarès, ja retirat, que va competir durant les dècades de 1960 i 1970.
El 1968 va prendre part en els Jocs Olímpics d'Estiu de Ciutat de Mèxic, on guanyà la medalla de plata en la prova del quatre sense timoner del programa de rem. Formà equip amb Antal Melis, György Sarlos i Zoltán Melis. Quatre anys més tard, als Jocs de Múnic, quedà eliminat en sèries en la mateixa prova. En el seu palmarès també destaquen dues medalles de plata al Campionat d'Europa de rem, el 1967 i 1969.